# Platanthera enigma
Platanthera enigma är en orkidéart som beskrevs av Paul Martin Brown. Platanthera enigma ingår i släktet nattvioler, och familjen orkidéer. Inga underarter finns listade i Catalogue of Life.